# Kaukázus (együttes)
A Kaukázus (gyakran Kaukazus) egy magyar alternatív rockegyüttes. Tagjai jelenleg: Kardos-Horváth János (ének, basszusgitár, dalszerzés), Kis Tibor „Sztivi” (gitár), Simonyi Zádor (dobok), Domokos Tibor (billentyűs hangszerek). A Dal 2021 tehetségkutató műsor győztese.
Tedd le most azt a nagy felesleged,

bárki elbírja, nem kell ez neked!

Fogd a részed és nézzed az egészet,

esetleges vagy, esetleg nem érted?

A T-Ford nem arat, Truman lemarad,

Vegas csak sivatag,

Alaszka belefagy. Extra nagy profit,

a Wall Street felnagyít – 

Olajkutakat és szabad légutat!

## Története
2002-2003-ban az együttes magját képező Kardos és Fűrész Gábor Tatabányáról feltöltötték az internetre első lemezüket, mely a „Majdnem Kína” címet viselte. A Pál Utcai Fiúk (PUF) honlapjára is belinkelték alkotásukat, amelyet a PUF frontembere is ajánlott rajongóinak. Így hamarosan a magyar underground széles területén vált ismertté a „Kaukázus” név. Az első interjúk, lemezkritikák azonban ennek ellenére sem hozták meg a hőn vágyott áttörést.
2008-ra önálló hangot találtak és néhány slágerükkel („Szalai Éva”, „Tesco”, „Tartós béke”, „Lift”) meghódították a mainstream médiát is.
Felléptek az RTL Klub több műsorában, az ATV-n, a Hír TV-n, a TV2-n, cikkek jelentek meg róluk a Népszabadság, a Magyar Nemzet, a Népszava és sok más napi- és hetilapban, magazinokban.
2008-ban több mint 120 koncertet adtak országszerte, a legkisebb vidéki kluboktól kezdve a legnagyobb fesztiválokig. Ekkor léptek fel először a Sziget Fesztiválon.
Kardos-Horváth János a Magyar Köztársasági Ezüst Érdemkeresztjét vehette át 2008. augusztus 20-án Kiss Péter kancelláriaminisztertől a Országházban.   
Minden alkotásuk szabadon letölthető és terjeszthető volt a hivatalos honlapjukról, a www.kaukazus.hu-ról, amíg a 2010-es médiatörvény miatt fel nem függesztették annak működését.
Zenei világuk komplex és igényes, a drum and basstől az alternatív rockon át a klasszikus értelemben vett popzenéig sokféle stílust ötvöznek.
Szövegeik egyaránt szólnak a tatabányai (majd később budapesti) fiatalok átlagos életérzéséről, néha a tudatmódosító szerekről, benyomásokról, politikáról, globalizációról, környezetvédelemről és egyéb olyan témákról, amik a mai fiatalok fejében megfordulhatnak.
2009 októberében bejelentették, hogy 2010. január 2-án tartják utolsó koncertjüket. 2013-ban azonban a zenekar újraalakult, és azóta is aktív. 2014-ben K.U.S. (Kérni ugyanazt semmi) címmel adtak ki nagylemezt, majd két album nélküli dallal (Hatból a három; Mindenki) jelentkeztek. A 2018-as KpOp album felvételein és turnáján már teljesen új felállásban zenél a zenekar, az eredeti tagokból csak Kardos-Horváth János maradt meg. Ő ének mellett basszusgitárra váltott, gitáron Kis Tibor „Sztivi” (Hiperkarma) játszik, a másik két tag pedig Kardos-Horváth gyerekzenét játszó zenekarából, a Hahó együttesből ismert Domokos Tibor (billentyű) és Prommer Patrik (dob).

## Tagok
Jelenlegi felállás:
- Kardos-Horváth János – ének, basszusgitár (korábban ritmusgitár)
- Kis Tibor „Sztivi” – gitár
- Domokos Tibor  – billentyű
- Simonyi Zádor – dob

Korábbi tagok
- Fűrész Gábor – gitár
- Toldi Miklós – dob
- Prommer Patrik – dob
- Fodor Máriusz – billentyűs hangszerek
- Demeter Zoltán – basszusgitár

## Albumok
| Év        | Album                                                                          | Legmagasabb helyezés                   | Minősítés |
| Év        | Album                                                                          | MAHASZ Top 40 album- és válogatáslemez | Minősítés |
| --------- | ------------------------------------------------------------------------------ | -------------------------------------- | --------- |
| 2004      | Majdnem Kína - Megjelenés: 2004.                                               | -                                      |           |
| 2005      | MIR - Megjelenés: 2005.                                                        | -                                      |           |
| 2006      | Amerika nem hazudik - Megjelenés: 2006.                                        | -                                      |           |
| 2008      | Szalai Éva EP - Megjelenés: 2008.                                              | -                                      |           |
| 2004-2008 | * Merte (Verslemez Ónodi Eszterrel és Rába Rolanddal) - Megjelenés: 2004-2008. | -                                      |           |
| 2012      | Malteregó (Kafkaz) - Megjelenés: 2012.                                         | -                                      |           |
| 2014      | K.U.S.(Kérni Ugyanazt Semmi) - Megjelenés: 2014.                               | -                                      |           |
| 2018      | KpOp - Megjelenés: 2018.                                                       | -                                      |           |
| 2021      | Lux - Megjelenés: 2021.                                                        | -                                      |           |

## Videográfia

### Klipek
- Teszko (2007)
- Magashegyi Underground - Anglia feat Kardos-Horváth (2008)
- Tartós Béke (2008) R: Lengyel Balázs
- Magácska (Kafkaz) (2012)
- Ciprus (2014) R: Rónai Domonkos
- Bazmeg (2014) R: Pure prod.
- Hatból a három (2014) R: Somogyi Márton, PUR E

## Díjak
- 2008. augusztus 20-án Kardos-Horváth János, Kiss Péter kancelláriaminisztertől átvehette a Magyar Köztársasági Ezüst Érdemkereszt kitüntetést.
- 2021-ben Egyetlen szó[6] című számukkal megnyerték A Dal tehetségkutató műsort.[1]